# Västra Mark, Växjö

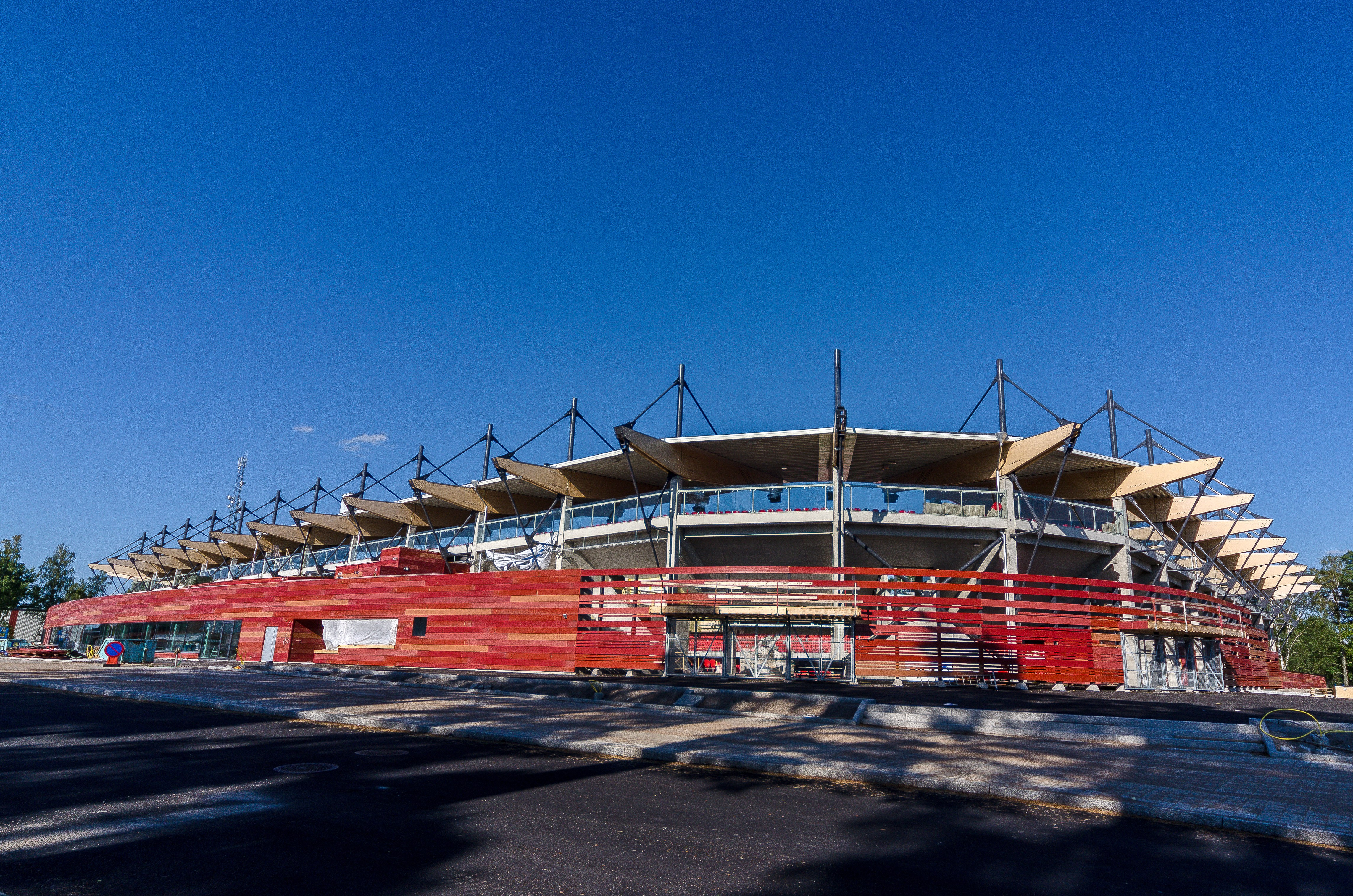
Visma Arena på Västra Mark

Västra Mark är en stadsdel i Växjö. Den gränsar mot Räppe och Helgasjön i väster, Regementsstaden i söder och Hovshaga, Araby och Väster i öster. Området Arenastaden, där bland annat Icon Växjö, Värendsvallen, Visma Arena och Vida Arena finns, ligger i Västra Mark. Här finns även köpcentret Grand Samarkand.  
Enligt Växjö kommuns detaljplan och en förstudie från år 2020 ska Västra Mark omvandlas från ett verksamhets- och handelsområde till ett mer blandat och attraktivt område. Bland annat ska fler bostäder byggas längs med Arabyvägen.